# Antrieb von Wasserfahrzeugen
Mit Antrieb von Wasserfahrzeugen wird die Gesamtheit aller technischen Mittel zur gerichteten Bewegung eines Wasserfahrzeuges bezeichnet. Bei maschinellen Anlagen können diese in das Propulsionsorgan (Arbeitsmaschine) und die Energie bereitstellende Kraftmaschine kategorisiert werden. Unter Umständen wird die Antriebsenergie aus der primären Energiequelle über eine oder mehrere Übertragungsstufen umgewandelt (mechanisch, elektrisch, hydraulisch). Gewisse Propulsionsorgane, wie der Voith-Schneider-Antrieb, vereinen zudem Funktionen des Vortriebs und Manövrierens.

## Nichtmechanische und einfache mechanische Antriebe

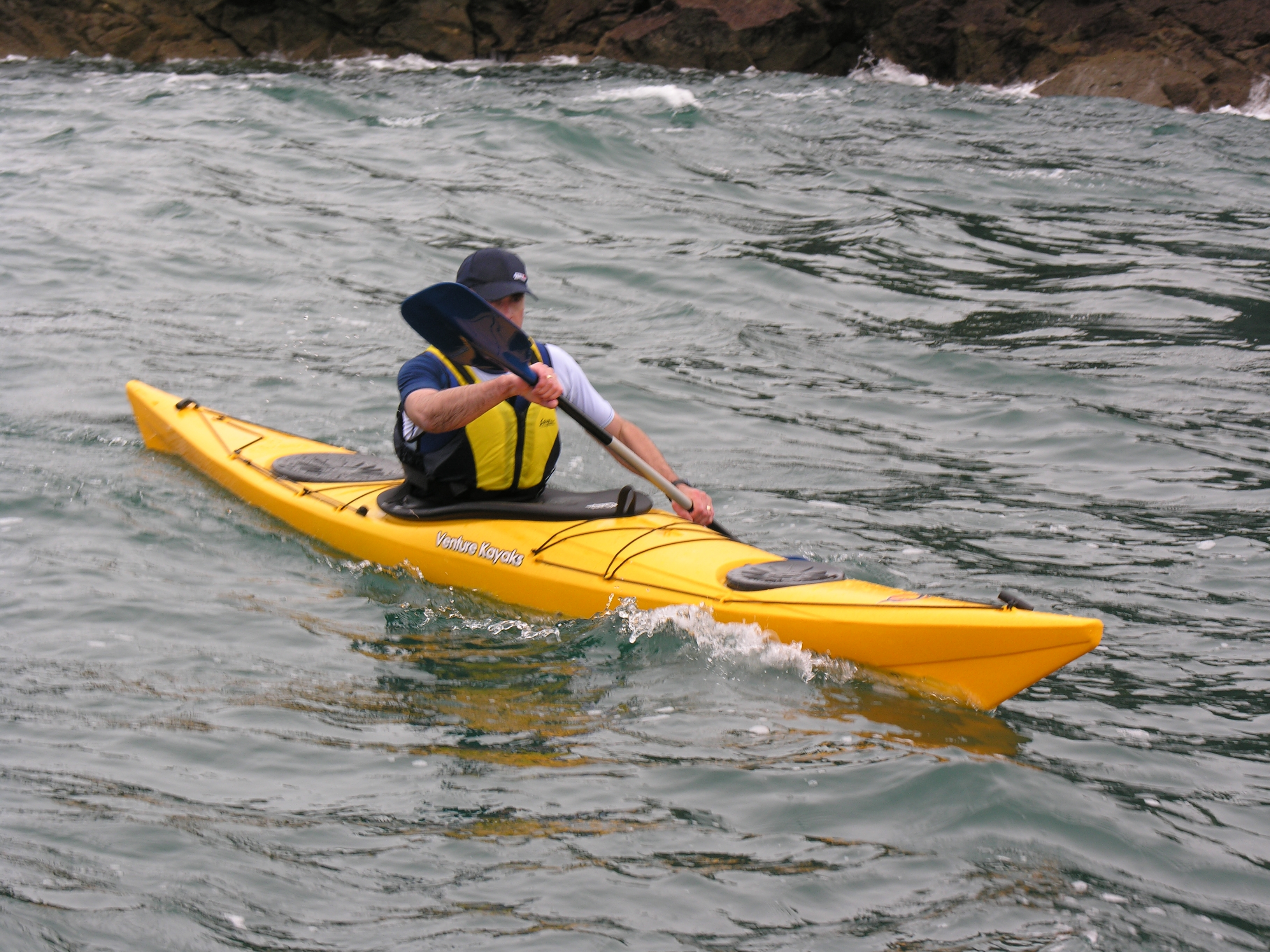
Kajak

Die Muskelkraft stellt eine der einfachsten Antriebsformen dar; das Fahrzeug kann dabei über verschiedene Umsetzungsarten und einfache Hilfsmittel, sowohl von sich aus (z. B. durch (Tret-)Kurbeln, Staken, Rudern oder Paddeln) als auch von außen (z. B. durch Treideln), bewegt werden.
Seil-/Kettenfähren können durch reine Muskelkraft bedient werden, häufiger geschieht dies jedoch über einen mechanischen Antrieb auf dem Fahrzeug oder an seiner Anlegestelle.

## Nutzung der Umwelt

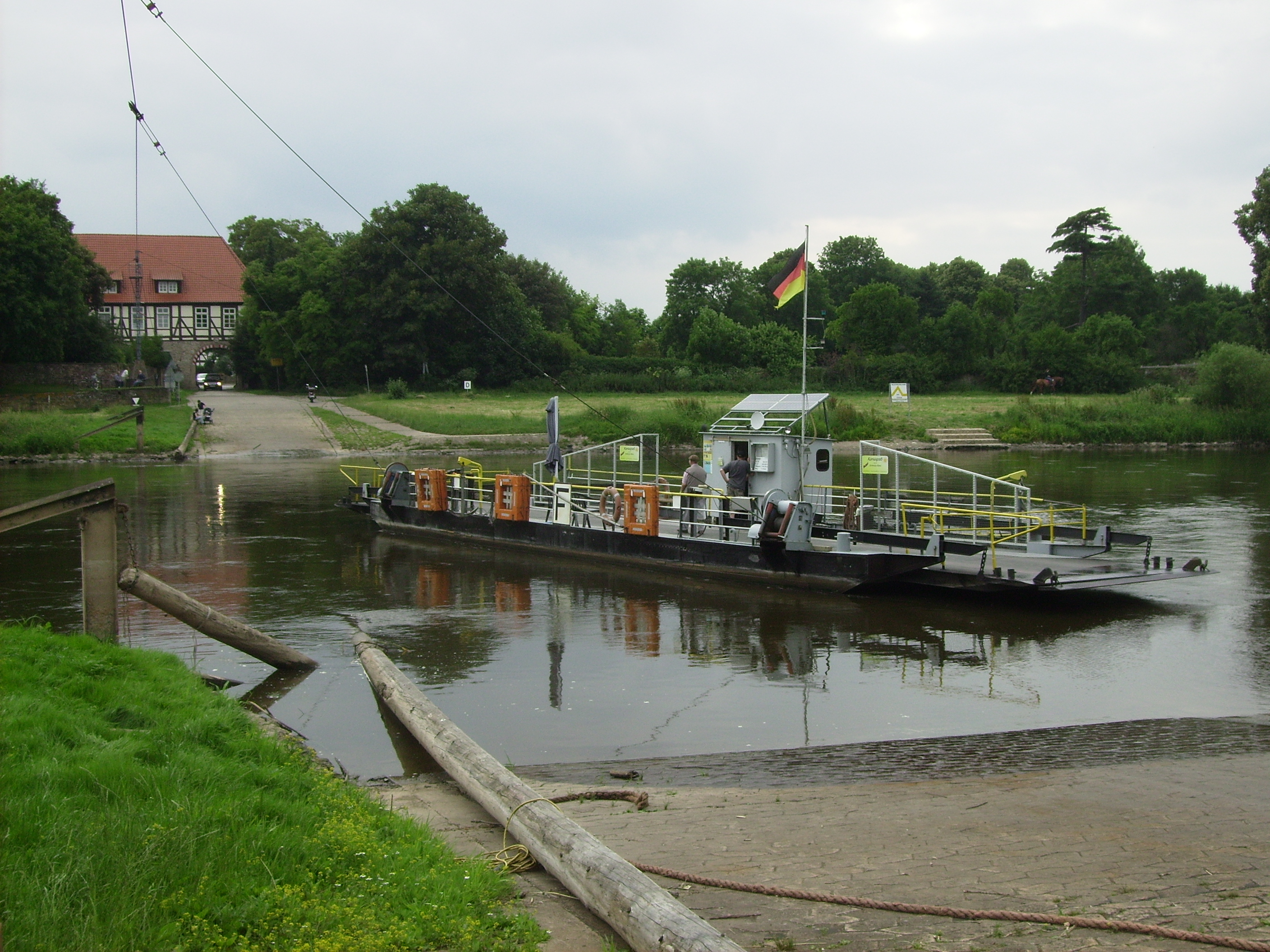
Rollfähre

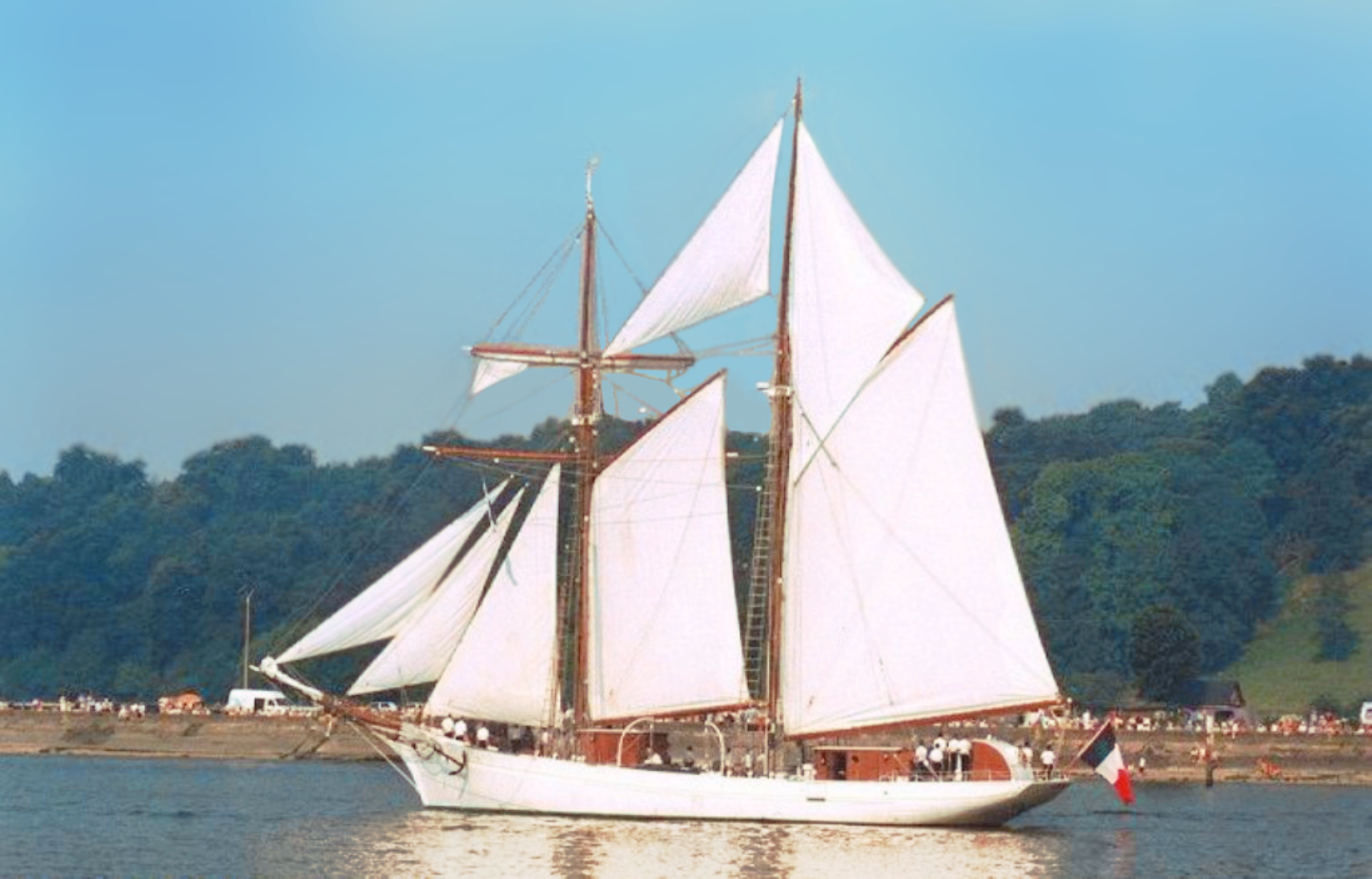
Segelschiff

Natürlich auftretende Strömungen können ebenfalls über einfache Hilfsmittel genutzt werden. Gierseilfähren bzw. Rollfähren nutzen zur Bewegung die Flussströmung. Um den benötigten Anstellwinkel der Fähre zum Fluss zu verändern, werden zumeist Winden eingesetzt.
Wind kann genutzt werden, um durch den Strömungswiderstand und den dynamischen Auftrieb von Segeln oder Zugdrachen eine Antriebskraft bereitzustellen. Zugdrachensysteme wurden von der Firma SkySails entwickelt. Die Produktion wurde allerdings eingestellt und installierte Anlagen wurden zurückgebaut. Eine in den 1980er-Jahren durchgeführte Studie untersuchte bereits den Einsatz von Windenergie zur Antriebsunterstützung von Handelsschiffen und favorisierte dabei die Verwendung von festen Tragflügeln.
Klassische Segel bestehen aus einem flexiblen Natur- oder Kunststoffmaterial, benötigen ein umfangreiches Stehendes & laufendes Gut und eine regelmäßige Anpassung an die Windverhältnisse. Tragflächensegel (englisch Hard sail) haben eine deutlich geringere Komplexität, konnten sich kommerziell jedoch lange nicht etablieren. Die japanische Reederei Mitsui O.S.K. Lines setzt das Hardsail seit Oktober 2022 auf dem Massengutfrachter „Shofu Maru“ ein und plant, sie auch auf weiteren Neubauten zu installieren.
Flettner-Rotoren nutzen ebenfalls den Wind. Diese müssen jedoch aktiv in Rotation gehalten werden, um einen Antriebseffekt über dem einfachen Störungswiederstand zu bieten. Insbesondere auf Windkursen zwischen Raumwind und am Wind ersetzt die benötigte Leistung für die Drehbewegung ein Vielfaches der ersetzten Vortriebsleistung.
Sonnenstrahlung kann durch den Einsatz von Photovoltaik zu elektrischer Energie gewandelt werden. Die unbeständige Verfügbarkeit erlaubt, ohne einen Energiespeicher, nur den ergänzenden Betrieb zu anderen Stromerzeugern. Das derzeit größte solar betriebene Wasserfahrzeug ist der Katamaran Tûranor PlanetSolar. Aufgrund der nur begrenzt verfügbaren Nutzflächen für PV-Installationen und damit verbundenen begrenzten Leistung sind diese Systeme auch auf kommerziellen Anwendungen wie Solarfähren bisher nur zur Erhöhung des Autarkiegrads im Einsatz.

## Kraftmaschinen
Die klassischen Vertreter der Kraftmaschinen sind Wärmekraftmaschinen wie die Kolbendampfmaschine, die Dampfturbine, der Verbrennungsmotor und die Gasturbine. Sie alle stellen mechanische Energie in einer Drehbewegung bereit.
Dampferzeuger stellen den Dampf für die Dampfverbraucher bereit. Dies kann durch Befeuerung mit verschiedensten Brennstoffen in einem Dampfkessel erfolgen. Kernreaktoren werden vereinzelt auf Eisbrechern und militärischen Fahrzeugen eingesetzt. Diese Fahrzeuge werden auch als Reaktorschiff bezeichnet.
Zur Erhöhung der Gesamteffizienz kann Abwärme aus anderen Anlagen nach dem Prinzip der Kraft-Wärme-Kopplung zur Dampfproduktion benutzt werden. Dies geschieht insbesondere durch Abgasnutzung über den Einsatz von Abgaskesseln.
Trotz ihres Namens können Schiffsdieselmotoren für eine Vielzahl von Kraftstoffen ausgelegt werden, ihre Bezeichnung bezieht sich lediglich auf das Arbeitsprinzip des Motors. Weit verbreitete Schiffstreibstoffe sind Produkte der Erdölraffinerie wie Schweröl oder Marinedieselöl. Rechtliche Vorgaben gegen Emissionen durch die Schifffahrt haben zur Entwicklung und Einführung höherwertiger Kraftstoffe, alternativer Kraftstoffe wie LNG und der Abgasreinigung geführt. Aktuelle Forschungen und Pilotprojekte arbeiten an alternativen Antriebstechniken, dem Einsatz von Power-to-Fuel-Kraftstoffen wie z. B. Methanol, Wasserstoff oder Ammoniak. Diese können sowohl in Verbrennungsmotoren als auch in einer Brennstoffzelle eingesetzt werden.
Ein Elektromotor kann als rotierende elektrische Maschine sowohl als Motor für eine Arbeitsmaschine fungieren als auch Arbeitsmaschine sein, um als Generator elektrische Energie bereitzustellen. Diese elektrische Energie kann sowohl für einen Dieselelektrischen Antrieb als auch von anderen Schiffshilfssystemen genutzt werden. Sind Antrieb und Hilfssysteme elektrisch miteinander verbunden, wird dies als integrierter elektrischer Antrieb bezeichnet.

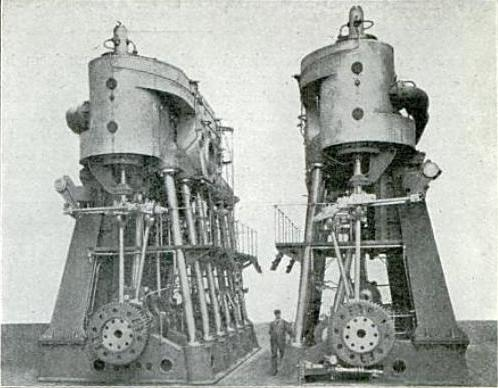
Kolbendampfmaschine SS Dakota
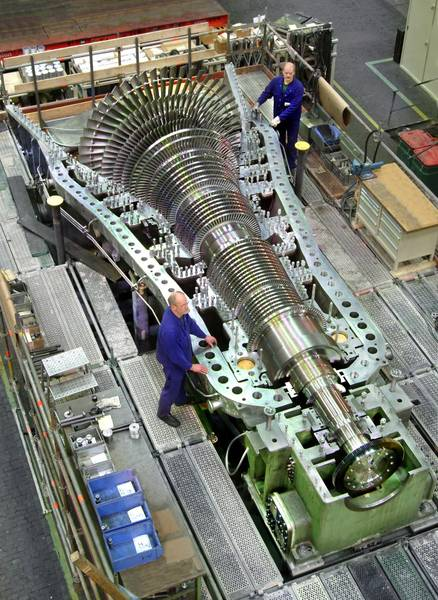
Dampfturbine (geöffnet)
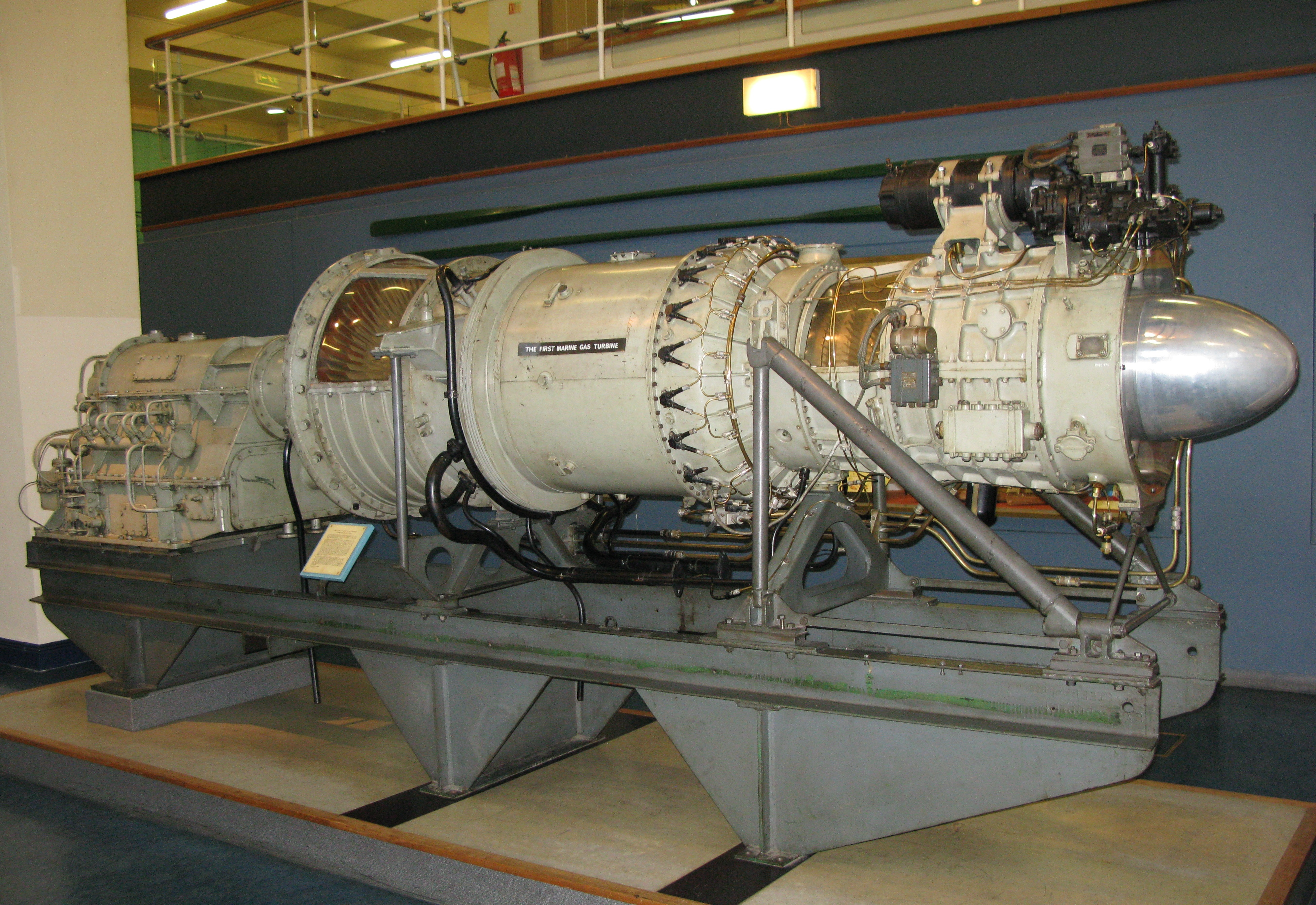
Gasturbine mit Getriebe
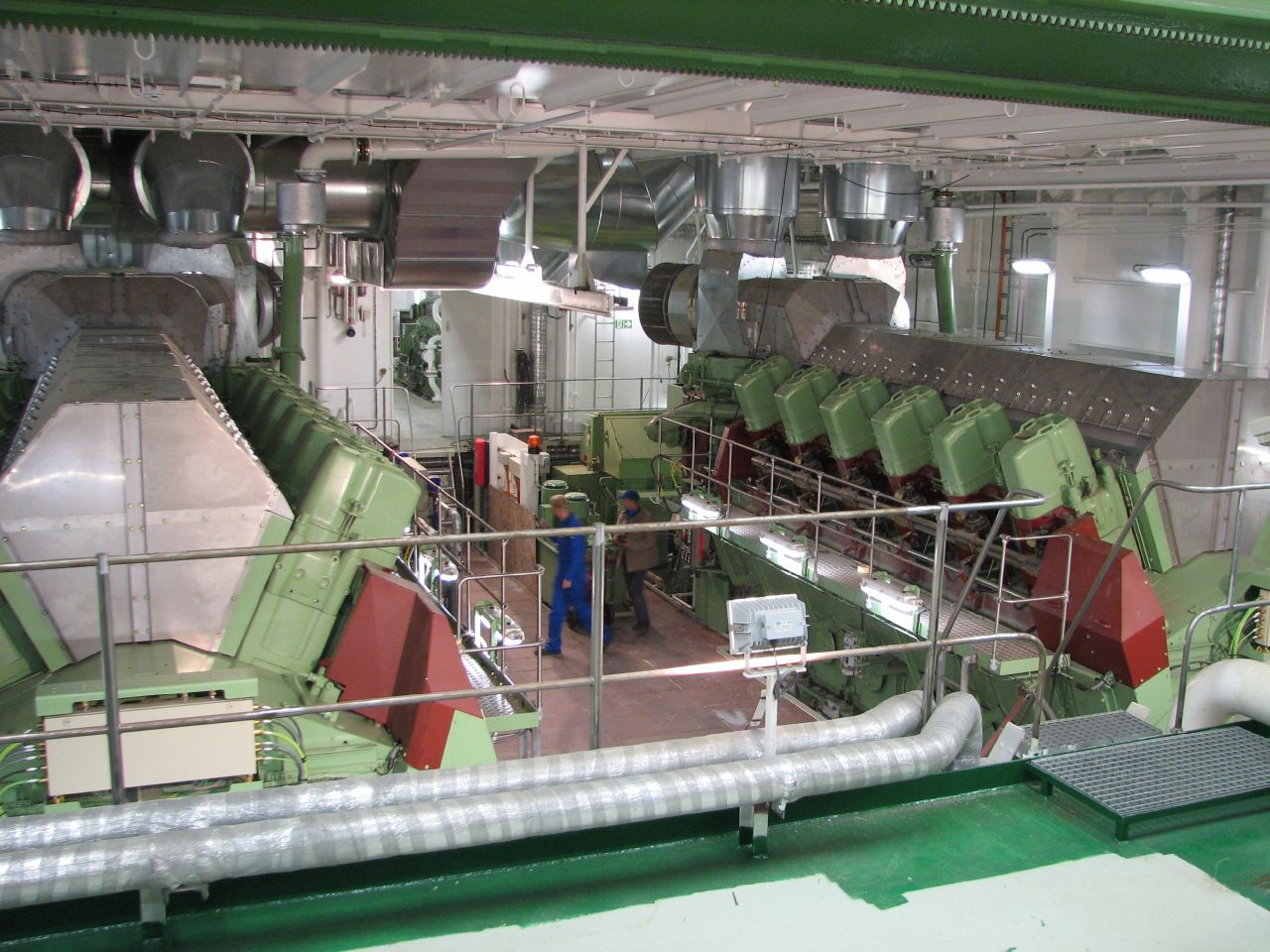
Schiffsdieselmotoren

## Propulsionsorgane
Der maschinelle Vortrieb eines Fahrzeuges wird durch eine Strömungsmaschine verursacht. Der bekannteste Vertreter ist dabei der Propeller als Weiterentwicklung der Archimedischen Schraube. Ihm voran ging bereits die Verwendung von Schaufelrädern. Diese werden zwar meist mit dem Aufkommen von Dampfschiffen assoziiert, jedoch lassen sich erste Ideen und Umsetzungen auf wesentlich frühere Zeiten zurückführen.
Alle Propulsionsorgane haben gemein, dass sie Schub erzeugen. Dabei muss dieser nicht zwangsweise durch die Bewegung von Wasser erzeugt werden, ein Propeller kann ebenfalls als Luftschraube ausgelegt werden. Zur Verwendung kommt dies bei Spezialanwendungen wie Sumpfbooten oder Luftkissenfahrzeugen, bei denen aus betrieblichen Gründen ein Propeller im Wasser unerwünscht ist.
Der Propeller wird über die Wellenanlage mit dem Antriebsmotor verbunden. Die Wellenanlage leitet die am Propeller entstehenden Kräfte in den Fahrzeugkörper ein und verhindert das Eindringen von Wasser. Eine solche Konfiguration wird auch als Innenbord-Installation bezeichnet. Außenbordmotoren hingegen werden als komplette Antriebseinheit außen am Fahrzeug befestigt und benötigen daher keine Durchführung durch den Rumpf.
Ein einzelner, fest ausgerichteter Propeller erzeugt nahezu nur Schub in Längsrichtung und bietet damit allein keine Möglichkeit, das Fahrzeug zu manövrieren. Daher wird er in Kombination mit einem Ruder ausgeführt, dass durch Ablenkung der Strömung eine seitliche Kraft erzeugen kann. Befinden sich mindestens zwei Propeller nebeneinanderliegend, kann auch durch unterschiedlich starken Schub manövriert werden.
Beim Wasserstrahlantrieb liegt der Propeller nicht außerhalb des Rumpfes, sondern innen liegend in einer Pumpeneinheit. Durch den Rumpf tritt lediglich ein Ansaug- und Auslasskanal. Bei diesem System wird kein Ruder benötigt, da der Wasserstrahl über eine steuerbare Düse austritt.
Die Funktionen Schub zu erzeugen und gleichzeitig in eine beliebige Richtung zu lenken, werden durch eine Reihe von Anlagen vereint. Diese werden unter dem Begriff Azimut-Strahler zusammengefasst, da sie sich gänzlich um ihre Hochachse drehen können. Die bekanntesten Vertreter sind dabei der Ruderpropeller und die Propellergondel. Während sich beim Ruderpropeller der Antriebsmotor im Rumpf des Fahrzeugs befindet, ist dieser bei der Propellergondel mit integriert. Weitere Anlagen sind der Voith-Schneider-Antrieb sowie der Pump-Jet. Der Veth-Jet bildet je nach Konfiguration eine Art Hybrid aus Querstrahlruder und Wasserstrahlantrieb.
Zu den technisch realisierten Antrieben, die jedoch wegen geringer Effizienz kaum genutzt werden, zählen der Raketenantrieb, der gelegentlich bei Torpedos anzutreffen ist, und der Magnetohydrodynamische Antrieb.

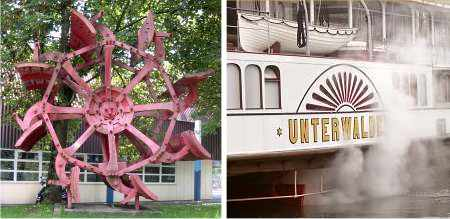
Schaufelrad
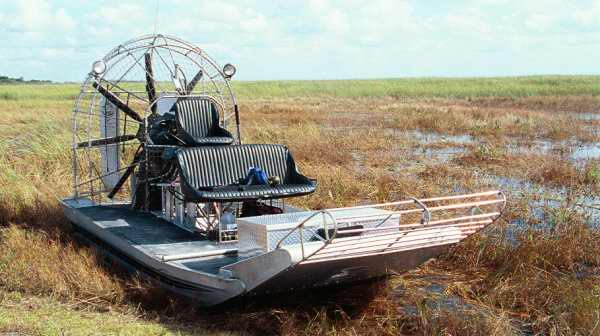
Sumpfboot
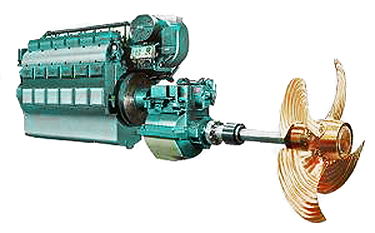
Komponenten des dieselmechanischen Antriebs
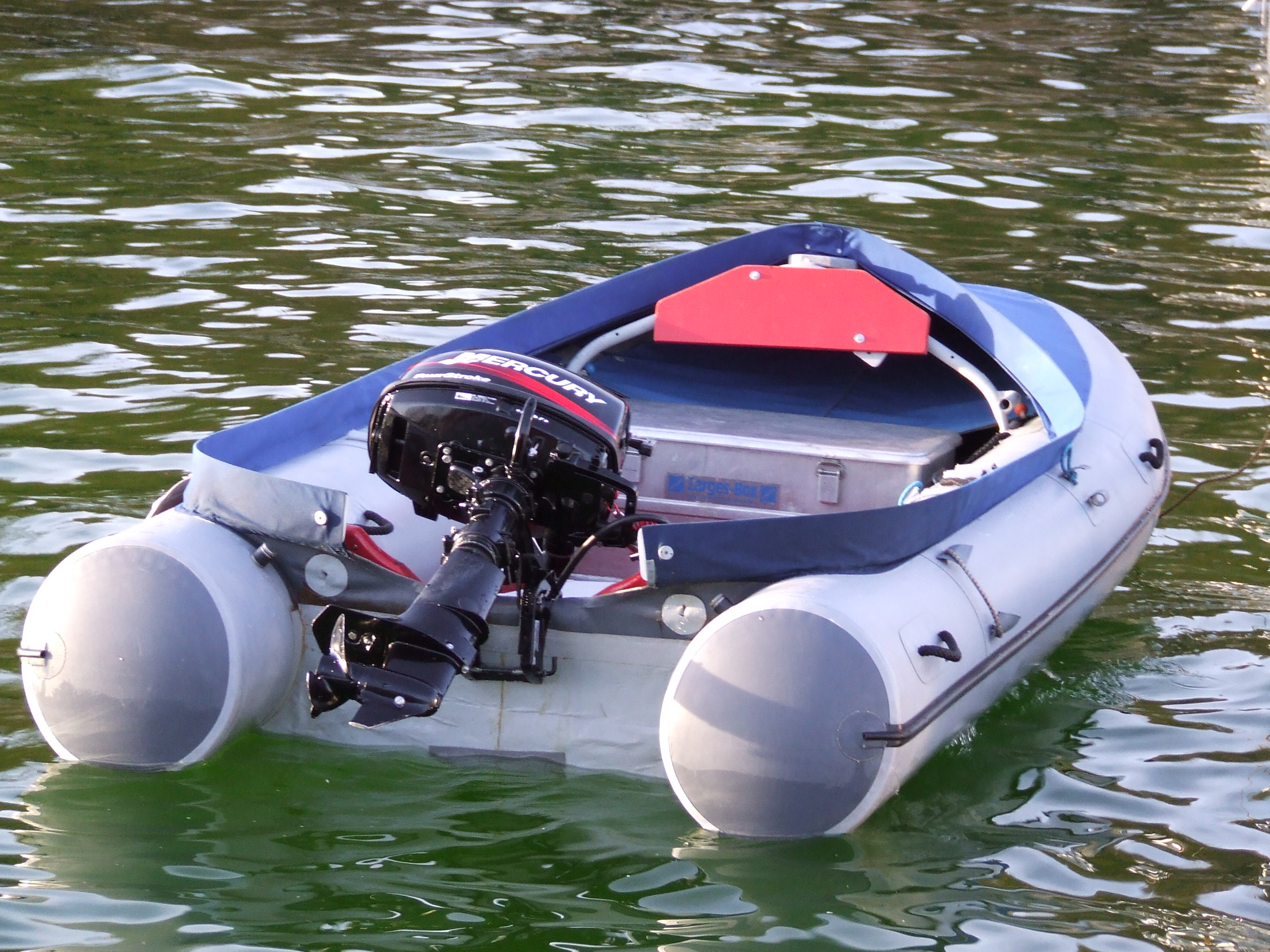
Außenbordmotor an einem Schlauchboot
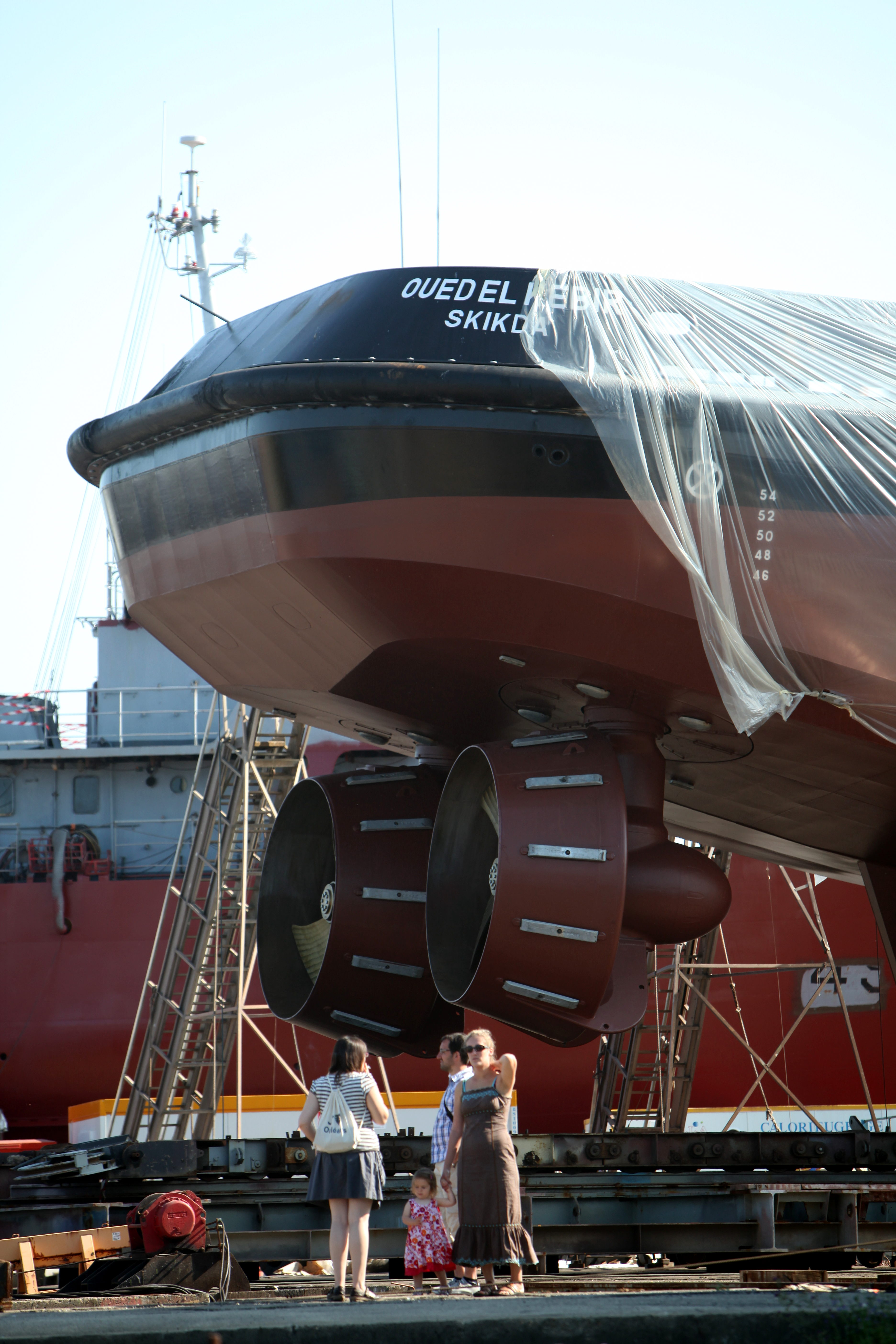
Ruderpropeller
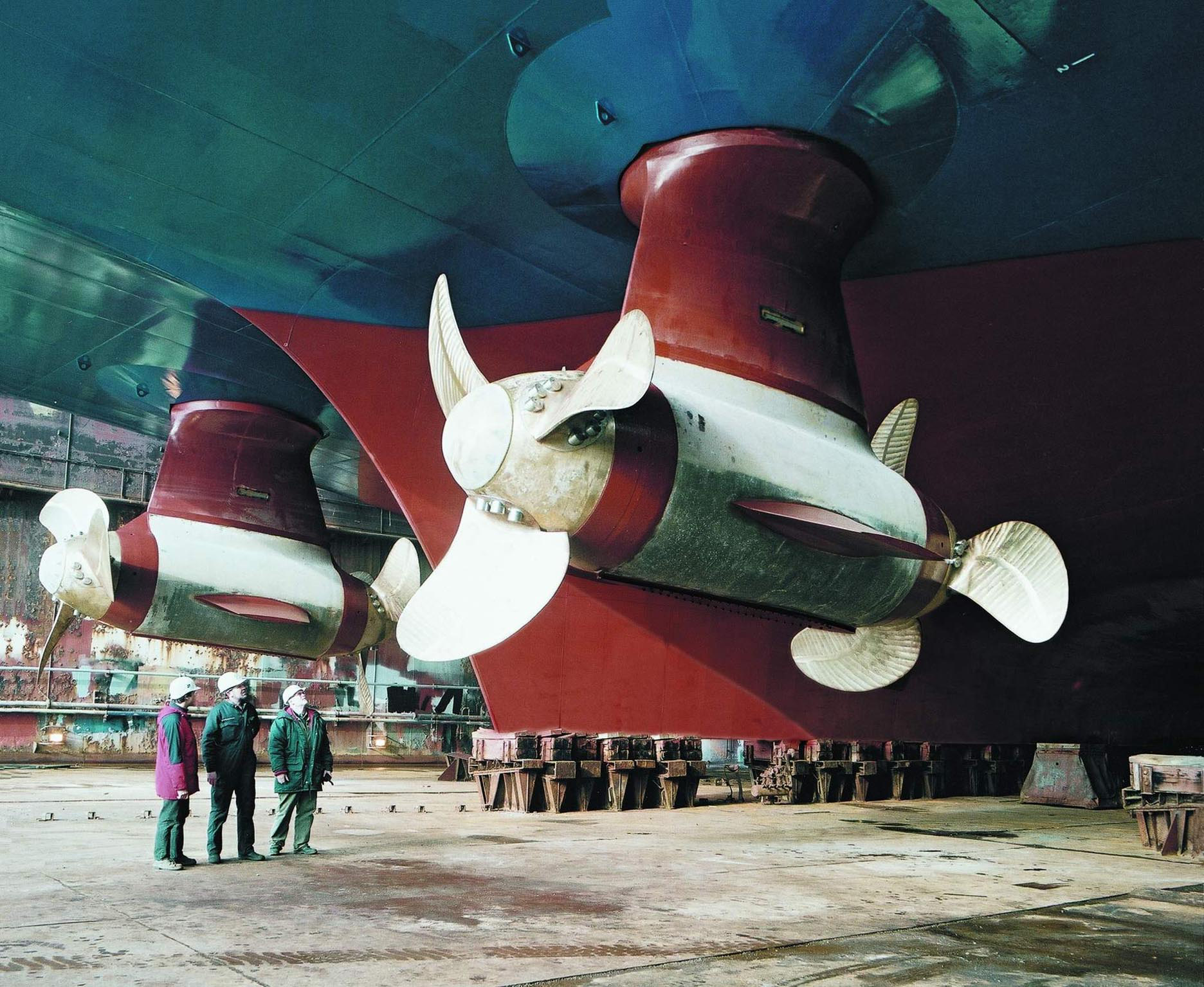
Propellergondel
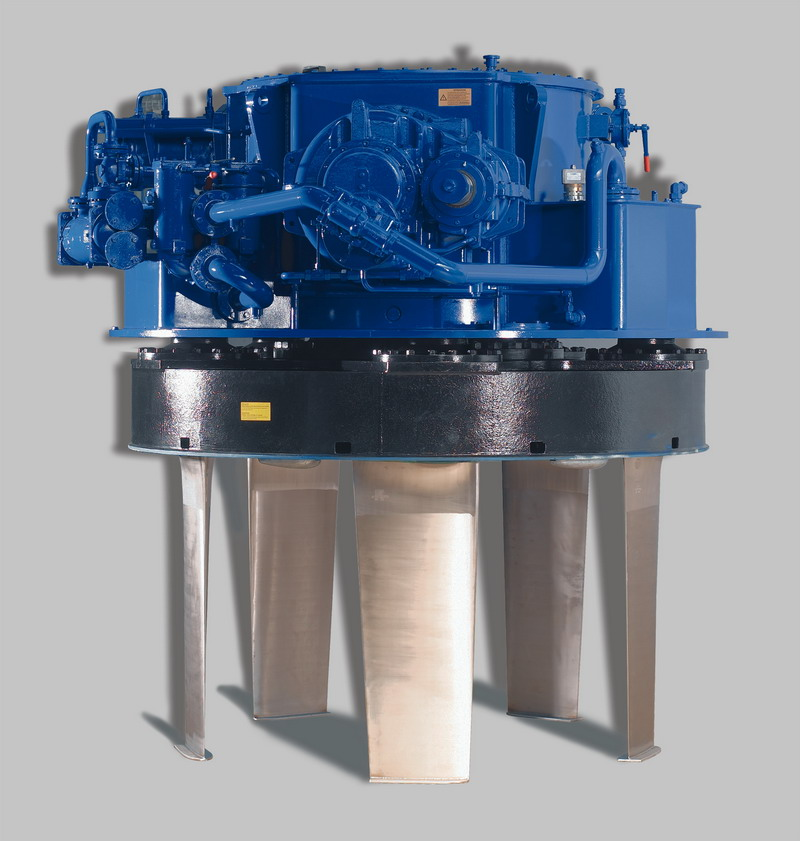
Voith-Schneider Antrieb
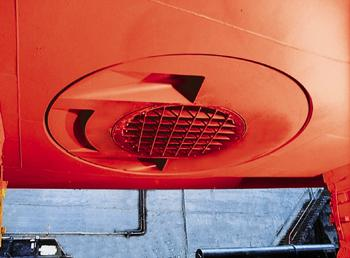
Pump-Jet